# Lema (Tessin)
Lema est une commune suisse du canton du Tessin, située dans le district de Lugano.
Par votation populaire, les habitants des communes d'Astano, Bedigliora, Curio, Miglieglia et Novaggio approuvent, le 26 novembre 2023, leur fusion pour créer la nouvelle commune de Lema. Celle-ci voit officiellement le jour le 6 avril 2025.